# Lucaina discoidalis
Lucaina discoidalis är en skalbaggsart som beskrevs av Horn 1885. Lucaina discoidalis ingår i släktet Lucaina och familjen rödvingebaggar. Inga underarter finns listade i Catalogue of Life.